# Il libro nero degli Stati Uniti
Il libro nero degli Stati Uniti (Killing hope: U.S. Military and CIA Inventions Since Word War II, 2003) è un testo saggistico di storia sulle operazioni coperte da segreto della CIA, il servizio di spionaggio statunitense e gli interventi effettuati negli Stati esteri dopo la seconda guerra mondiale. L'opera, curata da William Blum, un ex funzionario del Dipartimento di Stato è stato definito da Noam Chomsky "di gran lunga il miglior libro sull'argomento". Fu pubblicato la prima volta negli Stati Uniti d'America nella metà degli anni ottanta del XX secolo e da allora è stato aggiornato diverse volte dall'autore.
La tesi di fondo sta nella spiegazione di come tutti gli interventi nella politica interna di svariati Paesi effettuati dagli Stati Uniti abbiano come movente la paura della diffusione del comunismo nel mondo. Nel libro vengono citati decine di esempi (anche a livello tecnico) delle tattiche di ingerenza degli svariati massacri e violenze perpetrati dagli Stati Uniti in altrettanti Paesi allo scopo di influenzarne con la forza la linea politica.
Tra gli episodi citati nel libro ci sono l'operazione Ajax in Iran nel 1953 contro Mohammad Mossadeq, quella dello sbarco nella baia dei porci a Cuba nel 1961 contro Fidel Castro, l'operazione PBSUCCESS in Guatemala nel 1954 contro Jacobo Arbenz Guzmán, il golpe cileno in Cile nel 1973 contro Salvador Allende, l'organizzazione Gladio in Italia ed Europa dal secondo dopoguerra fino almeno al 1990, il golpe di Suharto in Indonesia nel 1965, la dittatura dei colonnelli in Grecia nel 1967.

## Argomenti
- Afghanistan (1979) - (1992) - Jihad Americana
- Albania (1949) - (1953) - La giusta spia inglese
- Albania (1991) - (1991) - Insegnare ai comunisti
- Algeria (1960) - (1960) - Là, c'è la CIA
- Angola (1975) - (1980) - Il grande Poker delle forze
- Australia (1973) - (1975) - Un'altra lezione gratuita
- Bolivia (1964) - (1975) - Cercando Che Guevara
- Brasile (1961) - (1964) - Introduzione agli squadroni
- Bulgaria (1990) - (1990) - Insegnare ai comunisti
- Cambogia (1955) - (1973) - Principe Sihanouk cammina in alto
- Cile (1964) - (1973) - Falce e martello stampata in fronte
- Cina (1945) - (1960) - Mao Tsetung un paranoico?
- Congo (1960) - (1964) - L'assassinio di Patrice Lumumba
- Corea (1945) - (1953) - È andata davvero come hanno raccontato?
- Costa Rica (1950) - (1971) - Cercando di rovesciare un alleato
- Cuba (1959) - (1980) - L'indimenticabile rivoluzione
- Repubblica Dominicana (1960) - (1966) - Salvare la democrazia
- Timor (1975) - (1975) - Più di 200.000
- Ecuador (1960) - (1963) - Manuale di trucchi sporchi
- El Salvador (1980) - (1994) - Diritti umani stile Washington
- Europa Occidentale (1950) - (1960) - Fronti all'interno
- Europa Orientale (1948) - (1956) - Operazione Splinter Factor
- Filippine (1940) - (1950) - La più antica colonia americana
- Francia (1960) - (1960) -
- Germania (1950) - (1950) - Dalla delinquenza giovanile al terrorismo
- Ghana (1966) - (1966) - Kwame Nkrumah
- Grecia (1947) - (1950) - Dalla culla della democrazia al cliente di Stato
- Grecia (1964) - (1974) - Va via Parlamento e democrazia
- Grenada (1979) - (1984) - Mentire
- Guatemala (1953) - (1954) - Mentre il mondo guardò
- Guatemala (1960) - (1960) - Un buon colpo ne merita un altro
- Guatemala (1962) - (1980) - Una poco nota "soluzione finale"
- Guiana Britannica (1953) - (1964) - CIA e mafia internazionale
- Haiti (1959) - (1963) - Di nuovo terra di truppe da sbarco
- Haiti (1986) - (1994) - Che mi liberara da questo turbolento sacerdote?
- Indonesia (1957) - (1958) - Guerra alla pornografia
- Indonesia (1965) - (1965) - Come liquidare il Presidente Sukarno
- Iran (1953) - (1953) - Renderlo sicuro per il re dei re
- Iraq (1972) - (1975) - Un'operazione segreta non è fare il missionario
- Iraq (1990) - (1991) - Olocausto nel deserto
- Italia (1947) - (1948) - Libere elezioni, stile Hollywood
- Italia (1950) - (1970) - Aiutare gli organi del cardinale
- Giamaica (1976) - (1980) - L'ultimatum di Kissinger
- Corea (1945) - (1953) - L'abito non fa il monaco
- Laos (1957) - (1973) - L'Armata Clandestina
- Libia (1981) - (1989) - Ronald Reagan fa il suo gioco
- Medio Oriente (1957) - (1958) - La Dottrina di Eisenhower
- Marocco (1983) - (1983) - Un video malizioso
- Nicaragua (1981) - (1990) - Destabilizzazione lenta
- Panama (1969) - (1991) - Doppio
- Perù (1960) - (1965) - Fort Bragg fa alla giungla
- Filippine (1940) - (1950) - Antiche colonie d'America
- Seychelles (1979) - (1981) - Un'altra area importante
- Siria (1956) - (1957) -
- Suriname (1982) - (1984) - Di nuovo il golfista cubano
- Siria (1956) - (1957) - L'acquisto di un nuovo governo
- Unione Sovietica (1940) - (1960) - Dagli aerei spia a scrittore
- Uruguay (1964) - (1970) - Tortura
- Vietnam (1950) - (1973) - Cuore e mente Circus
- Zaire (1975) - (1978) - Mobutu e la CIA, matrimonio celeste

## Edizioni
- William Blum, Il libro nero degli Stati Uniti, traduzione di Giorgio Bizzi et al., collana Le terre, Fazi Editore, 2003,  p. 912, ISBN 88-8112-454-8.